# 월레스 맥도널드
월레스 맥도널드(Wallace MacDonald, 1891년 5월 5일 ~ 1978년 10월 30일)는 캐나다의 영화 프로듀서, 배우, 각본가, 영화배우, 영화 감독이다.

## 영화
- 이브 뉴 허 애플스 (1945년)
- 늑대인간의 울음 (1944년)
- 더 페이스 비하인드 더 마스크 (1941년)
- 더 월드 체인지 (1933년)
- 나이트 플라이트 (1933년)
- 플라잉 다운 투 리오 (1933년)
- 배니싱 프론티어 (1932년)
- 스마트 머니 (1931년)
- 로그 송 (1930년)
- 마담 사탄 (1930년)
- 히트 더 덱 (1930년)
- 마더 매크리 (1928년)
- 씨 호크 (1924년)
- 메이타임 (1923년)
- 더 풀리쉬 메이트런스 (1921년)
- 라운더스 (1914년)
- 마벨의 바쁜 날 (1914년)
- 코트 인 어 카바레 (1914년)
- 마벨스 매리드 라이프 (1914년)
- 페이스 온 더 바 룸 플로어 (1914년)
- 더그 앤 다이너마이트 (1914년)